# Покровський Дмитро Вікторович
Покровський Дмитро Вікторович (1944—1996) — радянський і російський композитор, музикант-фольклорист, педагог і громадський діяч. Лауреат Державної премії СРСР (1988).
Народ. 3 травня 1944 р. в Москві. Закінчив музично-педагогічний інститут ім. Гнесиних (1972).
У 1973 році при фольклорні комісії Спілки композиторів РРФСР Д. Покровським був створений унікальний експериментальний співочий ансамбль-лабораторія (Ансамбль Дмитра Покровського), керівником якого він був більше двадцяти років.
В обробці Д. Покровського звучать російські народні пісні у фільмі «Любаша» (1978) українського режисера О. Муратова.
Помер 29 травня 1996 року в Москві. Похований на Ваганьковському кладовищі.